# Euderces cribellatus
Euderces cribellatus là một loài bọ cánh cứng trong họ Cerambycidae.